# Adolf Lindenbaum
Adolf Lindenbaum   (Varsòvia, 12 de juny de 1904 - Białystok, setembre 1941) va ser un matemàtic polonès.

## Vida i Obra
Fill d'una família jueva benestant, entre 1915 i 1922 va cursar els estudis secundaris a l'escola Michal Kreczmar, una escola privada a la qual les autoritats russes permetien fer ensenyament en polonès. A continuació va ingressar a la universitat de Varsòvia en la qual va obtenir el doctorat em matemàtiques el 1928 sota la direcció de Sierpinski, tot i que l'últim curs, 1927-28, va estar matriculat a la facultat d'humanitats per fer psicologia i pedagogia. L'any 1934 va obtenir l'habilitació per a la docència a la universitat de Varsòvia. i es va incorporar al Seminari Filosòfic de la institució.
Uns dies després de començar l'ocupació de Polònia i la Segona Guerra Mundial el setembre de 1939, Lindenbaum i la seva esposa, Janina, van marxar de Varsòvia, abandonant totes les seves pertinences i anant, a peu, cap a l'est. Després de diversos canvis de mitjà de transport, Janina va arribar fins a Vilnius (Lituània), mentre Lindenbaum es va quedar a Białystok. Lindenbaum va ser professor de matemàtiques de l'Institut Pedagògic de Białystok (que havia quedat sota sobirania soviètica), fins que el juny de 1941 els nazis van declarar la guerra a la Unió Soviètica. El setembre de 1941, Janina va ser detinguda a Vilnius i Lindenbaum a Białystok. Janina va ser executada l'abril de 1942 a Ponary, mentre es desconeix el destí de Lindenbaum, que se suposa va ser assassinat poc després del seu arrest, quan només tenia 37 anys.
Lindenbaum va publicar 26 articles científics i 14 apunts de classes. Els seus treballs més notables van ser en els camps de la teoria de conjunts i els seus fonaments, la lògica i la metodologia, especialment en la teoria de la definibilitat i la simplicitat. En lògica, va obtenir dos resultats importants: el lema que porta el seu nom, que afirma que qualsevol teoria consistent te un model complet maximal consistent, i la conjectura que tot càlcul proposicional te un model finit o numerable. També son aportacions seves l'àlgebra de Lindenbaum-Tarski i alguns resultats en lògica multi-valuada de Lukasiewicz.